# John Monash
Sir John Monash, né le 27 juin 1865 à Melbourne et décédé le 8 octobre 1931 à Melbourne, est un lieutenant général australien de la Première Guerre mondiale. Au cours de cette guerre, il est fait chevalier commandeur de l'ordre du Bain par le roi George V, le 12 août 1918 au château de Bertangles. Le 11 november 1929, il est promu général.

## Biographie

### Origines et formation
Issu d'une famille d'immigrés juifs prussiens, John Monash est né à Melbourne, le 27 juin 1865. Il étudie au Scotch College (en) et à l'université de Melbourne, il travaille comme ingénieur civil, il participa à la construction d'un pont sur la rivière Yarra. Il intègre la compagnie universitaire d'un bataillon de la milice Victoria, en 1884 et devient donc l'un des premiers généraux non-militaires de carrière. Il publie, en 1913, un manuel de formation militaire : 100 conseils pour les commandants de compagnie.

### Participation à la Grande Guerre

#### La bataille des Dardanelles
À la déclaration de guerre en 1914, il prend le commandement de la 4e brigade d'infanterie de l'AIF (Australian Imperial Force), une des composantes des célèbres troupes australo-néozélandaises de l'ANZAC (Australian and New Zealand Army Corps) en Égypte. Après la campagne de Gallipoli où, d'avril à décembre 1915, les troupes de l'Anzac subissent de lourdes pertes, le major général Monash rejoint le front de l'Ouest en 1916.

#### Commandant de la3eDivision australienne
À la tête de la 3e division, il mène ses hommes à la victoire lors de l'assaut pour la crête de Messines, en Belgique le 7 juin 1917, puis lors des combats de la troisième bataille d'Ypres à la bataille de Passchendaele (juillet-novembre 1917).

#### Commandant du Corps expéditionnaire australien
Lieutenant général, commandant le corps des troupes australiennes en mai 1918, il dirige l'offensive victorieuse de juillet lors de la bataille du Hamel, puis est engagé dans les opérations sur la Somme. Cette bataille est importante pour le cours de la guerre non pas en raison de sa valeur stratégique mais en raison de la tactique utilisée, radicalement différente des tactiques traditionnelles utilisées jusque-là, à savoir les assauts frontaux en masse, très coûteux en vies humaines. Parmi les nouvelles tactiques utilisées, on peut citer le ravitaillement aérien en troupes (largage en parachute) et une coopération accrue entre les unités d'infanterie et les unités blindées.
On peut également citer l'utilisation de la ruse : Monash fait bombarder les Allemands avec des gaz toxiques pendant plusieurs jours les obligeant à utiliser leurs masques à gaz. Le jour de l'assaut les artilleurs australiens utilisent  des obus au gaz lacrymogène inoffensifs. Les Allemands enfilent leurs masques, ce qui réduit leur vision du champ de bataille ce qui a favorisé une progression rapide et victorieuse des fantassins australiens.
Monash se refuse à sacrifier des troupes d'infanterie lors d'attaques non protégées, d'où son souci de leur apporter le maximum de protection. La bataille est un succès complet, en 93 minutes tous les objectifs ont été atteints.
Le 8 août 1918, la bataille d'Amiens, menée par les troupes australiennes, a vu la première victoire décisive de la guerre pour l'armée britannique. Le chef allemand défait, le général Ludendorff, a décrit la bataille comme : « le jour de deuil de l'armée allemande ». Monash prévoit alors l'attaque sur les défenses allemandes dans la bataille de la ligne Hindenburg. Les Alliés ont ouvert une brèche le 5 octobre, les Allemands demandent un armistice.
Le 31 août 1918, il conduit la 2e division australienne à la victoire lors de la bataille du mont Saint-Quentin qui libère la ville de Péronne, le 1er septembre.

### Retour à la vie civile
Après la  guerre, il organise la démobilisation et le retour des troupes. Retraité de l'armée, il exerce différentes fonctions civiles, dont celle de directeur général de la commission d'électricité en Victoria. De 1923 à 1931, il est vice-président de l'université de Melbourne.

## Hommage et distinctions
- Le 12 août 1918, John Monash est anobli sur le champ de bataille par le roi George V, c'est la première fois qu'un monarque britannique honore un commandant d'une telle manière en 200 ans[4].

- L’université Monash est créée par le gouvernement du Victoria à la suite d'un vote du Parlement de l’État en 1958. Elle prend le nom du général Monash, ce qui est une première en Australie, toutes les autres universités ayant un nom de ville ou d’État.

- Aujourd'hui, son portrait figure sur l’envers du billet australien de 100 dollars australiens[5].
- En France, le Centre Sir John Monash est ouvert à Villers-Bretonneux depuis le 16 avril 2018[6].

## Sources
- (en) Cet article est partiellement ou en totalité issu de l’article de Wikipédia en anglais intitulé « John Monash » (voir la liste des auteurs).

## Pour approfondir